# جنك (طائر)
الجنك (الاسم العلمي:Junco) هو جنس من الطيور يتبع فصيلة الدُرسات من رتبة العصفوريات.
طائر شبيه بالعصافير ، يعيش طائر الجنك في أمريكا الشمالية والوسطى . ويتميز ريش بطنه وذيله باللون الأبيض ، ويبلغ طول الطائر 17 سم . ويتغذى على اليرقات والحشرات والأعشاب والحبوب ، ويبني الجنك عشه تحت عتبات التلال المنحدرة ، وتضع الأنثى من ثلاث إلى خمس بيضات ، وللجنك عدة أنواع ، بعضها يتميز بالعيون ذات اللون الأصفر الفاقع ويعيش هذا النوع بالذات في المكسيك .
ويعيش طائر الجنك في الجبال والغابات والحقول والحدائق ، ويغرد تغريداً يشبه الصداح الموسيقي . المرجع :الموسوعة العربية العالمية

## أنواع الجنك
- جنك بركاني (الاسم العلمي:Junco vulcani)
- جنك داكن العيون (الاسم العلمي:Junco hyemalis)
- جنك أصفر العيون (الاسم العلمي:Junco phaeonotus)